# ヌメリイグチ
ヌメリイグチ（滑猪口、学名: Suillus luteus）は、イグチ目に属し、ヌメリイグチ科ヌメリイグチ属に分類される中型から大型のキノコの一種である。食用キノコとして知られ、ナメコほどではないが、傘の表面にぬめりがあるのが特徴。

## 名称
和名「ヌメリイグチ」は、表面に強いぬめりがあることから、このように呼ばれているが、江戸時代（寛政11年：1799年）に成立した菌類図譜『信陽菌譜』（著者は市岡知寛）から採用されたものであるという。
属名の Suillus はラテン語で「ブタ」を意味する。じゅうぶんに成熟して平らに開いたヌメリイグチのかさが、先端が平たいブタの鼻を連想させたものではないかと推定されている。種小名の luteus もラテン語で「黄色の」を意味し、管孔の色調に由来する。
方言名が多くあり、北海道では「ラクヨウ」、秋田県で「アワコ」、栃木県と和歌山県で「イチジク」、長野県・山梨県では「ジコボウ」または「リコボウ」、岡山県で「アブラボウズ」と呼ぶ。古くは、青森や茨城で「アワタケ」、長野県下で「ジコウボウ」、岡山で「ボタイグチ」でよばれた。新潟県の一部で用いられる「ムキタケ」の方言名もある。そのほかにも「アツヤマイグチ」「ヌノメ」「マツヤマイグチ」の地方名や、「ボタモチイグチ」は発生している様子がぼた餅に似ていることからこうよばれている。
傘に強い粘性があることにちなみ、英語圏では「Slippery Jack」の呼ばれるが、これもまた、ハナイグチそのほか同属の類似種を総称する呼び名である。

### 分類学上の位置づけ
ヌメリイグチ属のタイプ種である。従来はハラタケ目イグチ科に置かれていたが、現在ではイグチ目に移され、その中でもショウロ科やオウギタケ科などとともに独立したヌメリイグチ亜科に所属し、ヌメリイグチ科が設けられている。
ヌメリイグチ亜科のなかでも、マツ属の樹木に限って外生菌根を形成する性質や、胞子およびシスチジアの形態が類似すること、あるいは子実体や菌糸に含まれる化学成分の類似性などから、特にオウギタケ科のクギタケ属との類縁関係が深いとされている。

## 分布
北半球の温帯以北（二針葉マツ類が分布する地域）に広く産する。南半球では、二針葉マツの植栽に伴って帰化している。

## 生態
菌根菌（共生性）。夏から秋にかけて、マツ属の樹下に群生し、外生菌根を形成する。日本では、里山や海岸線のアカマツ・クロマツなどの二針葉マツの林内でごく普通に見出される。沖縄においては、同じく二針葉マツ類の一種であるリュウキュウマツの樹下に生える。北海道では、アカマツの植栽林はもちろん、ハイマツ、あるいは北アメリカやカナダから移入されたストローブマツ（Pinus strobus）などの五針葉マツ類の樹下にも発生し、さらに、まれにはトウヒ属（たとえばアカエゾマツ）やモミ属のトドマツの樹下にも生えるとされている。
人工培地上での胞子の発芽率はごく低く（0-0.01%程度）、発芽したとしても培地上に胞子を置床してから一カ月程度を有するという。無菌的に育てたマツの苗とともに、培地上で二員培養すると、その発芽率は 0.01-1%程度に向上するが、発芽が認められるまでの所要日数はあまり変わらない。酵母の一種（Rhodotorula glutinis)や、組織培養によって得たヌメリイグチの純粋培養株とともに二員培養すると、発芽率が 1%程度に向上し、特にR. glutinisと同一容器内で培養すれば、胞子を培地上に置床してから発芽するまでの日数も一週間程度に短縮されるとの実験結果が報告されている。

## 形態
子実体は傘と柄からなる。傘は径5 - 15センチメートル (cm) ほどになり、幼時は半球形、後に平らなまんじゅう形（丸山形）に開く。傘表面は暗赤褐色か濃い褐色から黄褐色で、粘液で覆われて強い粘性を示し、表皮は比較的剥がれやすい。傘の肉は厚くて柔らかく、ほぼ白色から淡いクリーム色を呈し、傷つけても変色せず、味もにおいも温和で特徴的なものはない。
傘裏面は管孔とよばれる子実層（胞子を形成する部分）になっており、ごく若いものでは汚白色ないし灰白色であるが次第に黄色みを増し、成熟すれば蜂蜜色がかった暗黄色となり、傘の肉から分離しやすい。孔口は小型で非常にきめ細かい。管孔のつき方は、柄に対して直生から垂生する。
柄は長さ3 - 10 cmほどで、ほぼ上下同大あるいは基部に向かってやや太まる。柄の中ほどに、管孔面を覆っていた皮膜が破れたツバがつき、のちに灰紫褐色でややゼラチン質になる。しかし、ツバは簡単に脱落するためなくなっているものも多い。皮膜の破片が傘の縁にぶら下がっていることもある。ツバより上はほぼ白色で平滑、黄褐色の細粒点で密に覆われる。下部は汚灰色ないし灰黄色の地に紫褐色の微細な粒点をこうむり、内部は堅く充実する。
胞子紋 は暗褐色を呈し、胞子は狭楕円形ないし円筒状楕円形で薄壁・平滑、しばしば1 - 2個の油滴を含む。側シスチジアは比較的まれで、上部がやや太い円筒形をなし、無色ないし淡褐色、薄壁である。縁シスチジアは狭紡錘状あるいは紡錘状こん棒形をなし、豊富に見出される。柄の下部に生じる粒点は柄シスチジア（形態は、管孔の縁シスチジアとほぼ同様）の集合体である。かさの表皮はゆるく絡み合った細い菌糸からなり、その菌糸末端は厚いゼラチン層に埋もれつつ、いくぶん立ち上がる。菌糸はすべてかすがい連結を欠いている。

## 特殊な含有成分
ヌメリイグチ属を含むイグチ目 Boletalesの分類には、形態的・生態的特長と併せ、子実体や菌糸体に含まれる化学成分の違いも重視されている。
ヌメリイグチの子実体からはバリエガト酸（Variegatic acid：α-[4-(3,4-ジヒドロキシフェニル)-3-ヒドロキシ-5-オキソフラン-2(5H)-イリデン]-3,4-ジヒドロキシベンゼン酢酸）やその異性体であるゼロコミン酸（Xerocomic acid：α-[(2E)-4-(3,4-ジヒドロキシフェニル)-3-ヒドロキシ-5-オキソフラン-2(5H)-イリデン]-4-ヒドロキシベンゼン酢酸）、あるいはアトロメンチン酸（4-ヒドロキシ-α-[3-ヒドロキシ-4-(4-ヒドロキシフェニル)-5-オキソフラン-2(5H)-イリデン]ベンゼン酢酸）などが見出されているが、これらはいずれもプルビン酸の誘導体であり、イグチ目に属する多くのキノコ類に広く含まれている。ハナイグチにも含有されているフェノール骨格を持った橙色色素であるグレビリンA、B、C、Dおよび E（Grevilline）もまた、ヌメリイグチから検出されている。
一方で、アミタケに含まれるボビノン（bovinone：別名ボビキノン4＝2,5-ジヒロドキシ-3-[（2E, 6E, 10E）-3,7,11,15-テトラメチル-2,6,10,14-ヘキサデカテトラエニル]-1,4-ベンゾキノン）や、その誘導体で、クギタケ属の一種Chroogomphus helveticus (Sing.) Moserに多量に含まれているヘルベティコン（Helveticone：別名ボビキノン3＝2,5-ジヒドロキシ-3-(3,7,11-トリメチル-2,6,10-ドデカトリエニル)-2, 5-シクロヘキサジエン-1,4-ジオン）などは、ヌメリイグチからは見出されていない。

## 食用と毒性
食用キノコとして知られ、小さいものは歯ごたえがあり、程よいぬめりがあってうまみがある。欧米では、本種に限らずぬめりのある食材は好まれない。虫が湧きやすいので、食用となるのは基本幼菌のみである。幼菌なら気にすることはないが、成菌は特に傘の表皮と管孔層は消化されにくく、面倒でも指でとり除いてから調理して食べるほうがよい。
生を湯通ししてから、けんちん汁・鍋物・バター炒め・肉野菜炒め・和え物などにしたり、いったん乾燥させてから煮つけなどにして食べるのが一般的である。欧米では強い粘性を持ったキノコがあまり喜ばれないこともあり、食用菌としての評価はあまり高くはない。
ただし広く食用とされているが、菅孔と表皮の消化が悪く、体質によってはこれらの部位を食べると、腹痛、下痢など胃腸系の中毒を起こすことがある。ぬめりがあるゼラチン質が特に消化が悪いとされる。また、まれにアレルギー症状を起こしたり、免疫性の溶血作用を起こすことがある。安全をとるならば、表皮と管孔を取り払ってから調理する。

## 類似種
ハナイグチは全体に色が明るく、柄の下部に微粒点を欠き、カラマツ属の樹下に限って見出される。ヌメリイグチ同様に、二針葉マツ類の林内で採集されるアミタケは柄に粒点がなく、つばを欠くことに加え、かさの裏面の管孔が放射状に細長いことで異なり、チチアワタケは、かさや管孔の色調においてはヌメリイグチにかなり似ているが、柄がほぼ白色を呈し、粒点やつばを持たないこと・若い子実体では、管孔面からしばしば淡黄白色の乳液が滲み出ることなどで区別される。